# Гомнек
Гомне́к (фр. Gommenec'h, брет. Gouanac'h) — коммуна во Франции, находится в регионе Бретань. Департамент — Кот-д’Армор. Входит в состав кантона Плуа. Округ коммуны — Генган.
Код INSEE коммуны — 22063.

## География
Коммуна расположена приблизительно в 400 км к западу от Парижа, в 120 км северо-западнее Ренна, в 26 км к северо-западу от Сен-Бриё.

## Население
Население коммуны на 2016 год составляло 553 человека.
| 1962 | 1968 | 1975 | 1982 | 1990 | 1999 | 2008 | 2016 |
| ---- | ---- | ---- | ---- | ---- | ---- | ---- | ---- |
| 433  | 552  | 513  | 457  | 421  | 475  | 515  | 553  |

## Администрация
| Период | Период | Фамилия     | Партия        | Примечания |
| ------ | ------ | ----------- | ------------- | ---------- |
| 2001   | 2006   | Элен Оливье | Разные правые |            |
| 2007   |        | Ален Эрвью  |               |            |

## Экономика
В 2007 году среди 294 человек в трудоспособном возрасте (15—64 лет) 213 были экономически активными, 81 — неактивными (показатель активности — 72,4 %, в 1999 году было 71,4 %). Из 213 активных работали 190 человек (106 мужчин и 84 женщины), безработных было 23 (13 мужчин и 10 женщин). Среди 81 неактивных 21 человек были учениками или студентами, 30 — пенсионерами, 30 были неактивными по другим причинам.

## Достопримечательности
- Часовня Нотр-Дам (XVI век). Исторический памятник с 1950 года[3]
  - Статуя «Мадонна с младенцем» (XVI век). Высота — 105 см, дерево. Исторический памятник с 1977 года[4]
- Церковь Св. Вита (XVIII век)
- Фонтан Св. Вита (XVIII век)

## Фотогалерея

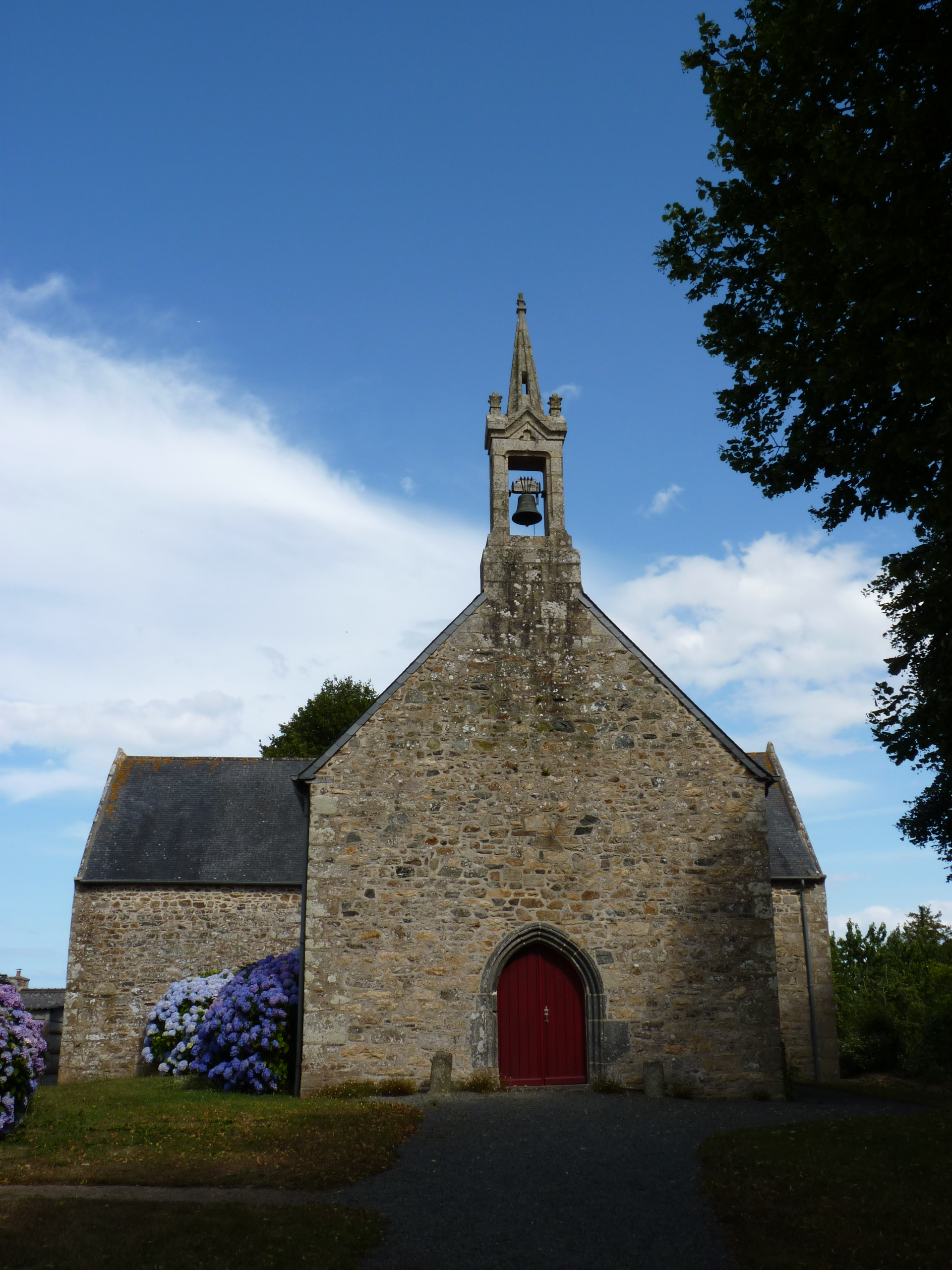
Часовня Нотр-Дам
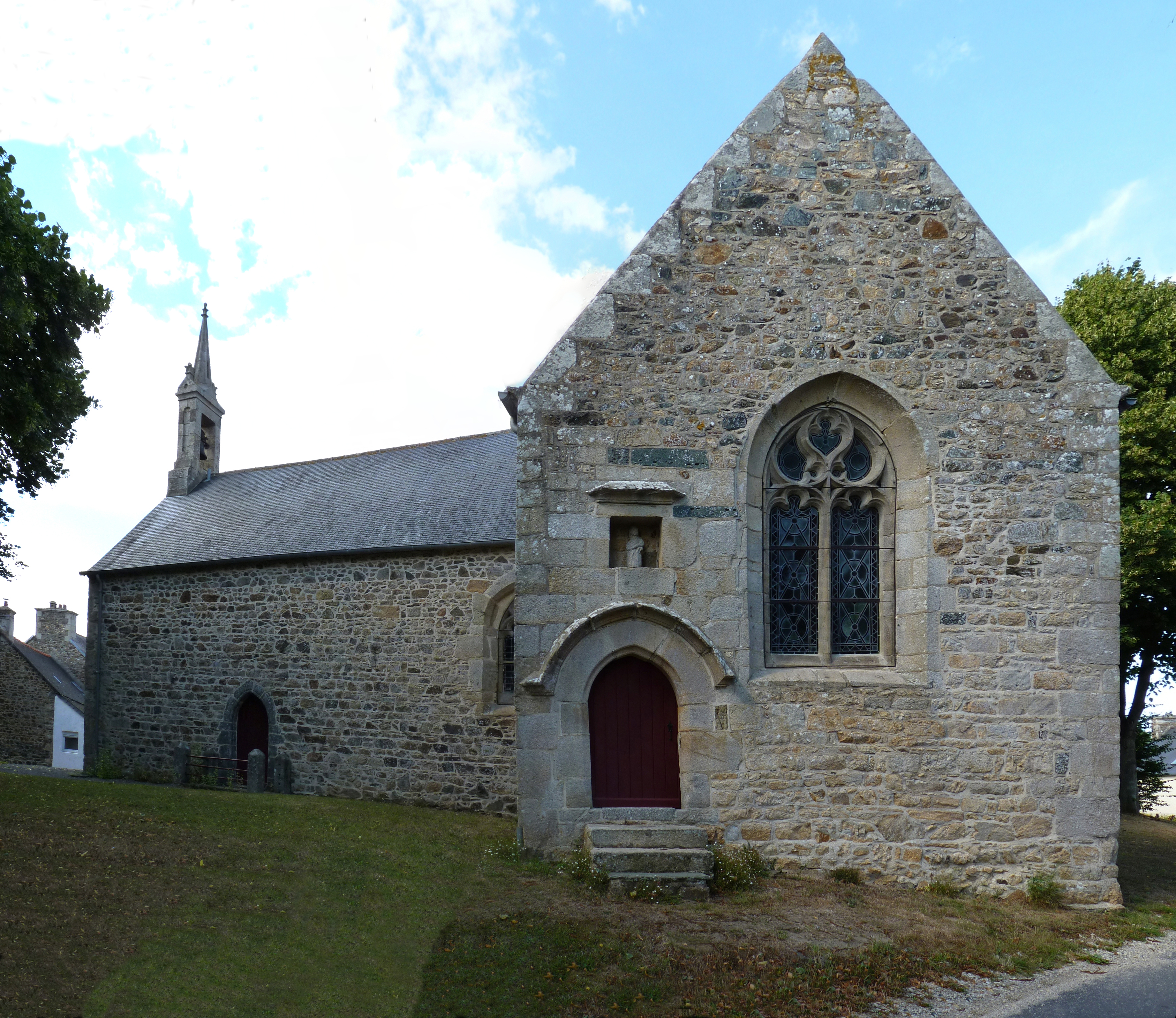
Часовня Нотр-Дам
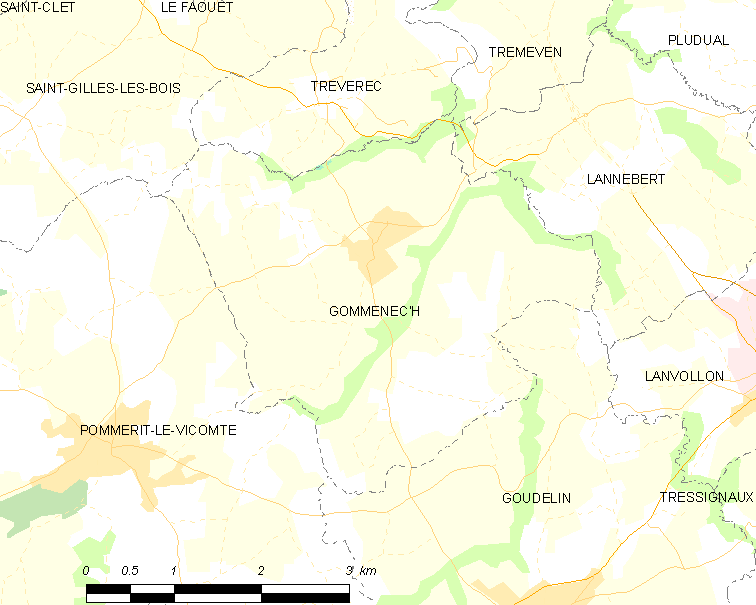
Карта коммуны